# Mỹ thuật ứng dụng

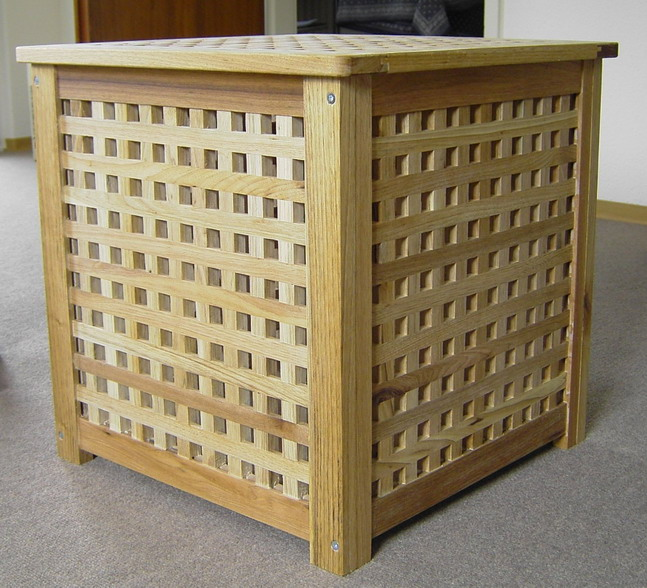
Một sản phẩm của hãng Ikea HOL

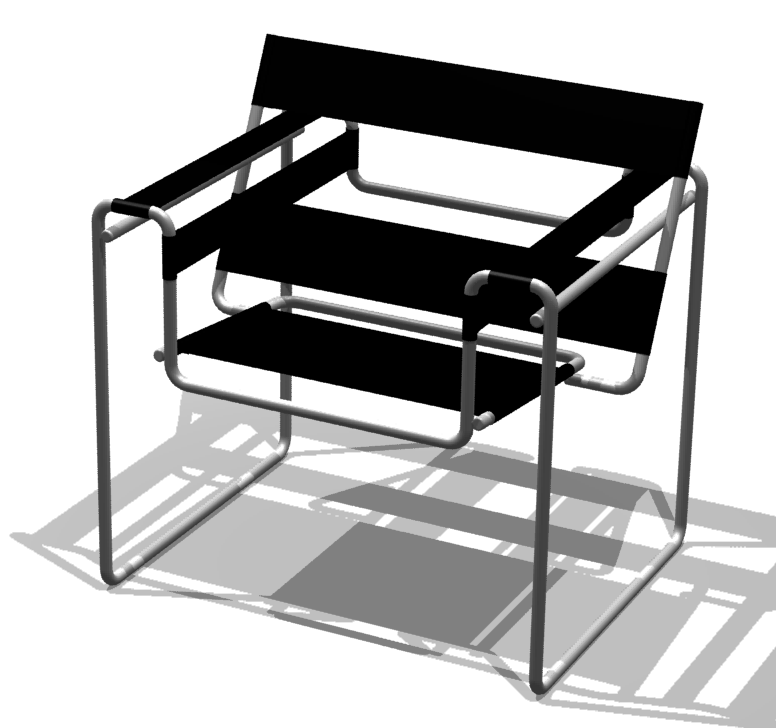
Ghế do Marcel Breuer thiết kế

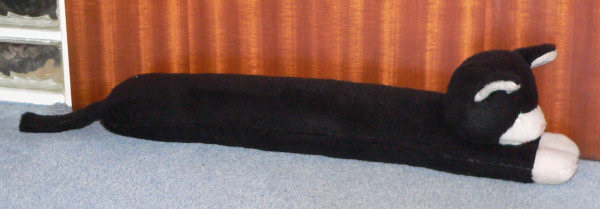
Một cái gối dài

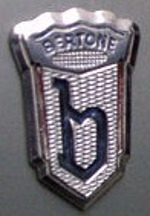
Logo của hãng Bertone

Mỹ thuật ứng dụng dùng để chỉ các hoạt động sáng tạo mỹ thuật được đưa vào ứng dụng trong cuộc sống thường ngày. Nó khác với khái niệm "mỹ thuật" chủ yếu dựa vào thẩm mỹ và tư duy sáng tạo.

## Định nghĩa
Theo cuốn Lịch sử design của họa sĩ Lê Huy Văn và Trần Văn Bình, "mỹ thuật công nghiệp", còn được gọi là design (phát âm như "đi-zai"), là ngành thiết kế tạo mẫu, tạo dáng cho sản phẩm công nghiệp, tạo mỹ thuật sản phẩm, thiết kế môi trường sống hay thế giới đồ vật.
Danh từ design có xuất xứ từ chữ disegno của tiếng Latin  Italia, có từ thời Phục Hưng, có nghĩa là phác thảo, thuật vẽ, thiết kế, mô tả, sắp đặt và là cơ sở của mọi nghệ thuật thị giác, công việc của sự sáng tạo. Thời đó thuật ngữ này thường ám chỉ công việc sáng tạo của các họa sĩ vẽ tranh, tạc tượng v.v. và hơn nữa đó vẫn chưa phải là một nghề chuyên nghiệp hoàn toàn (full-time professional) mà gắn kết như một thuộc tính của họa sĩ, nhà điêu khắc hay các nghệ nhân.
Theo sách Design Đại cương (Artmedia Books) của Trần Văn Bình, thuật ngữ design (tiếng Anh) lần đầu xuất hiện trong từ điển đại học Oxford năm 1588 tiền thân từ tiếng Ý disegno được Giorgio Vasari viết trong bộ sách sử nghệ thuật đầu tiên khá đồ sộ gần một nghìn trang về nghệ thuật và kiến trúc có tên Cuộc đời của những Họa sĩ, Điêu khắc gia và Kiến trúc sư xuất chúng (Le Vite de' più eccellenti pittori, scultori e architettori) năm 1550 (tái bản năm 1568) có sức phổ biến rộng nhờ phát minh máy in của Gutenberg thời Phục hưng. 
Từ điển tiếng Ý dịch disegno là thiết kế. Trang Từ điển https://www.dictionary.com/browse/disegno  định nghĩa disegno bao hàm hai nghĩa là diễn họa/thiết kế (drawing/design), là bản vẽ diễn họa hoặc thiết kế: một thuật ngữ được sử dụng trong thế kỷ 16 và 17 để chỉ định bộ môn nghệ thuật cần thiết để biểu diễn hình thức tối ưu của một đối tượng trong nghệ thuật thị giác, đặc biệt là thể hiện trong cấu trúc tuyến tính của tác phẩm nghệ thuật. Nói một cách đơn giản, (theo http://www.visual-arts-cork.com/drawing/disegno.htm) disegno nhấn mạnh ý tưởng của nghệ sĩ như một người sáng tạo. Sử dụng thiên tài sáng tạo của mình, các nghệ sĩ quan niệm sử dụng kỹ năng diễn họa của mình, nghệ sĩ thể hiện hình ảnh tưởng tượng của mình. Còn colorito chỉ đơn thuần là một kỹ năng tô màu (colouring), mà một họa sĩ sử dụng để tái tạo lại những gì anh ta thấy. Ngay cả khi sáng tác trong một studio, các nghệ sĩ sử dụng màu sắc theo nhu cầu thị giác để hoàn thiện tác phẩm, nhiều khi có thể hoàn toàn khác với những gì dự định ban đầu. Vì vậy, trong khi disegno đòi hỏi sự trung thực với một khái niệm và ý tưởng ban đầu, colorito chỉ có nghĩa là thực hiện một hình ảnh đẹp. Trong mắt thẩm mỹ của các nghệ sĩ Phục hưng (Renaissance), có một khoảng cách lớn giữa hai cách tiếp cận: disegno được xem là nghệ thuật đích thực, trong khi colorito được coi là một nghề thủ công.

## Lịch sử
Tại Anh, vào thế kỉ 16, khái niệm này đã mở rộng hơn như là "lập trình một cái gì đó để thực hiện", "thực hiện phác thảo một bản vẽ đầu tiên cho một tác phẩm nghệ thuật" hoặc "phác thảo của một sản phẩm mỹ nghệ". Design là phác thảo, thiết kế, chế mẫu và lập kế hoạch cho sản phẩm công nghiệp. Với quá trình công nghiệp hóa cũng là quá trình hình thành lịch sử design và bắt đầu vào khoảng giữa thế kỉ 19. Trong thời gian này thuật ngữ Design được hiểu ở là “Nghệ thuật công nghiệp” hay “nghệ thuật ứng dụng”.
Cụm từ design ở Việt Nam có nghĩa là "mỹ thuật công nghiệp", "thiết kế tạo dáng công nghiệp" hay "mỹ thuật ứng dụng". Thuật ngữ này mới nhập vào Việt Nam trong thập niên 1960, bắt nguồn từ Industrielle Formgestaltung trong tiếng Đức khi các giáo sư trường Đại học Mỹ thuật Công nghiệp Halle (Die Hochschule für Industrielle Formgestaltung – Halle) sang trường Trung cấp Mỹ nghệ Hà Nội trao đổi học thuật và đã được dịch thành "Mỹ thuật công nghiệp" (MTCN). Từ đó MTCN trở thành thuật ngữ của ngành và trở nên thông dụng, quen thuộc.

## Các lĩnh vực thiết kế chính
- Thiết kế đồ họa (Graphics design)
- Thiết kế thời trang (Fashion design)
- Tạo dáng công nghiệp (Industrial design)
- Thiết kế nội thất (Interior design)
- Thiết kế kiến trúc (Architectural Design)
- Thiết kế tương tác (Interative Design)